# Wilhelm Abraham
Wilhelm Abraham (* 19. Januar 1894 in Klein-Tessin, Kreis Güstrow; † nach 1949) war ein deutscher Politiker (CDU) und Mitglied des Mecklenburgischen Landtags.
Von 1908 bis 1911 ließ sich Abraham zum Schmied ausbilden. Er nahm am Ersten Weltkrieg als Soldat teil. Nach dem Krieg erwarb er in Dorf Mecklenburg eine Schmiede, wo er sich als selbständiger Handwerksmeister niederließ. Abraham schloss sich im Mai 1946 der CDU an, gründete und leitete die Ortsgruppe in Dorf Mecklenburg. Am 1. Februar 1949 rückte er für Gerhard Lenski aus Anklam in den Mecklenburgischen Landtag nach.

## Quelle
- LHAS 6.11-1-298 Landtag Mecklenburg 1946–1952, Fragebogen, Lebensläufe und Beurteilungen von Angehörigen des Landtags 1950

| Personendaten    | Personendaten                                                      |
| ---------------- | ------------------------------------------------------------------ |
| NAME             | Abraham, Wilhelm                                                   |
| KURZBESCHREIBUNG | deutscher Politiker (CDU), Mitglied des Mecklenburgischen Landtags |
| GEBURTSDATUM     | 19. Januar 1894                                                    |
| GEBURTSORT       | Klein-Tessin, Kreis Güstrow                                        |
| STERBEDATUM      | 20. Jahrhundert                                                    |